# Didemnum misakiense
Didemnum misakiense is een zakpijpensoort uit de familie van de Didemnidae. De wetenschappelijke naam van de soort is voor het eerst geldig gepubliceerd in 1892 door Oka & Willey.